# Liste der Monuments historiques in Entraigues-sur-la-Sorgue
Die Liste der Monuments historiques in Entraigues-sur-la-Sorgue führt die Monuments historiques in der französischen Gemeinde Entraigues-sur-la-Sorgue auf.

## Liste der Bauwerke
| Bezeichnung                                             | Beschreibung | Standort                      | Kennzeichnung | Schutzstatus | Datum | Bild |
| ------------------------------------------------------- | ------------ | ----------------------------- | ------------- | ------------ | ----- | ---- |
| Bastide de Trévouse Turm, Eingangstor, Fassaden, Dächer |              | 3418 route de Trevouse (Lage) | PA84000011    | Inscrit      | 1997  |      |